# Grimsörar
Grimsörar är klippor i Finland.   De ligger i kommunen Pargas i landskapet Egentliga Finland, i den södra delen av landet, 200 km väster om huvudstaden Helsingfors.
Terrängen runt Grimsörar är mycket platt.  Det finns inga samhällen i närheten. 